# Božo Petrov
Božo Petrov, hrvaški politik in psihiater * 16. oktober 1979, Metković, SR Hrvaška, SFRJ.
Od leta 2016 do 2017 je bil predsednik hrvaškega parlamenta. Od leta 2012 je predsednik stranke Most.
Pred tem je bil od leta 2013 do 2016 župan svojega rojstnega mesta Metković, od januarja do njegove izvolitve za predsednika Sabora oktobra 2016 pa namestnik predsednika vlade v kabinetu Tihomirja Oreškovića. Petrov je z mesta predsednika odstopil 4. maja  2017, sredi vladne in parlamentarne krize. Petrov je bil na položaju nekaj več kot šest mesecev in je doslej imel najkrajši staž predsednika Sabora po letu 1991.